# اس‌اس آردنا (۱۹۱۵)
اس‌اس آردنا (۱۹۱۵) (به انگلیسی: SS Ardena (1915)) یک کشتی بود که طول آن ۲۵۰٫۱ فوت (۷۶٫۲ متر) بود. این کشتی در سال ۱۹۱۵ ساخته شد.